# Pelargopsis amauroptera
El alción alipardo (Pelargopsis amauroptera) es una especie de ave coraciforme de la familia Halcyonidae que vive en las costas del sur de Asia.

## Distribución y hábitat
Se extiende por los manglares desde el noreste de la India hasta la península malaya, por lo que se puede encontrar en las zonas costeras de Bangladés, Birmania, India, Malasia y Tailandia.
En la India se registra principalmente en la región de Sundarbans pero existen registros hasta las inmediaciones del lago Chilka en el sur.